# اشکان نامداری
الگو:جعبه شخصیت ورزشی
اشکان نامداری (زادهٔ ۱۱ بهمن ۱۳۵۵ در تهران) دروازه‌بان پیشین فوتبال و مربی کنونی دروازه‌بان‌ها است. او سابقهٔ بازی در چند باشگاه لیگ برتری را دارد و پس از بازنشستگی، به‌عنوان مربی در تیم‌های مختلف فعالیت کرده است.

## دوران بازیگری
نامداری فوتبال حرفه‌ای خود را با باشگاه برق شیراز آغاز کرد و سپس به تیم‌هایی مانند استقلال تهران، استقلال اهواز و ابومسلم خراسان پیوست. او به‌عنوان دروازه‌بان دوم، در تیم‌های بزرگ ایفای نقش کرده و با سبک مطمئن و واکنش‌های سریع شناخته می‌شد.

## دوران مربیگری
اشکان نامداری پس از پایان دوران بازیگری به مربیگری دروازه‌بان‌ها روی آورد. او سابقهٔ مربیگری در تیم‌های زیر را دارد:
- استقلال تهران (۲۰۱۷–۲۰۱۹)
- سایپا تهران (۲۰۱۹–۲۰۲۰)
- شهر خودرو (۲۰۲۰–۲۰۲۱)
- آلومینیوم اراک (۲۰۲۲–۲۰۲۳)
- نساجی مازندران (۲۰۲۳-۲۰۲۵)
- ذوب‌آهن اصفهان (۲۰۲۵–اکنون)

او با دروازه‌بان‌هایی مانند مهدی رحمتی و حسین حسینی همکاری داشته و نقش مهمی در آماده‌سازی آن‌ها ایفا کرده است. نامداری در فصل ۱۴۰۳ لیگ برتر فوتبال ایران، به‌عنوان مربی دروازه‌بان‌ها به کادر فنی ذوب‌آهن اصفهان پیوست.

## زندگی شخصی
اطلاعات دقیقی از زندگی خصوصی او در منابع عمومی منتشر نشده است. اشکان نامداری یکی از مربیان کم‌حاشیه و حرفه‌ای فوتبال ایران شناخته می‌شود.

## دوران بازیگری
نامداری فوتبال حرفه‌ای خود را با باشگاه برق شیراز آغاز کرد و سپس به تیم‌هایی مانند استقلال تهران، استقلال اهواز و ابومسلم خراسان پیوست. او به‌عنوان دروازه‌بان دوم، در تیم‌های بزرگ ایفای نقش کرده و با سبک مطمئن و واکنش‌های سریع شناخته می‌شد.

## دوران مربیگری
اشکان نامداری پس از پایان دوران بازیگری به مربیگری دروازه‌بان‌ها روی آورد. او سابقهٔ مربیگری در تیم‌های زیر را دارد:
- استقلال تهران (۲۰۱۷–۲۰۱۹)
- سایپا تهران (۲۰۱۹–۲۰۲۰)
- شهر خودرو (۲۰۲۰–۲۰۲۱)
- آلومینیوم اراک (۲۰۲۲–۲۰۲۳)
- نساجی مازندران (۲۰۲۳–۲۰۲۵)

او با دروازه‌بان‌هایی مانند مهدی رحمتی و حسین حسینی همکاری داشته و نقش مهمی در آماده‌سازی آن‌ها ایفا کرده است.

## زندگی شخصی
اطلاعات دقیقی از زندگی خصوصی او در منابع عمومی منتشر نشده است. اشکان نامداری یکی از مربیان کم‌حاشیه و حرفه‌ای فوتبال ایران شناخته می‌شود.